# Elio Sasso Sant
Elio Sasso Sant (Saarlouis, 15 luglio 1911 – Saarlouis, 11 settembre 1997) è stato un canoista italiano.

## Biografia
Nato nel 1911, a 25 anni partecipò ai Giochi olimpici di Berlino 1936, i primi dove erano presenti le gare di canoa/kayak, nel K1 1000 metri e nel K1 10.000 metri. Nel primo venne eliminato in batteria con il 5º tempo, 4'50"2, non qualificandosi per la finale (passavano i primi 4), mentre nel secondo arrivò 8° in 49'20"0.